# Shirley Strong
Shirley Elaine Holloway (dekliški priimek Strong), angleška atletinja, * 18. november 1958, Cuddington, Cheshire, Anglija, Združeno kraljestvo.
Nastopila je na poletnih olimpijskih igrah v letih 1980 in 1984, ko je osvojila naslov olimpijske podprvakinje v teku na 100 m z ovirami. Na igrah Skupnosti narodov je v isti disciplini osvojila zlato in srebrno medaljo. 